# La Galigo

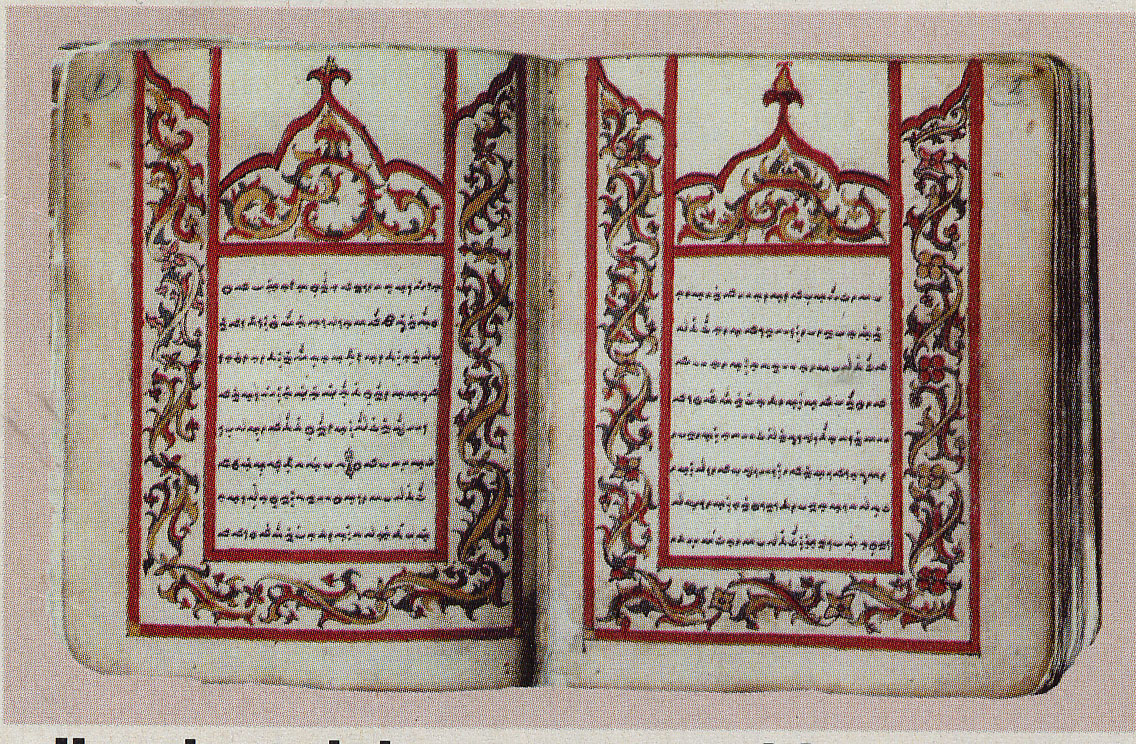
Un manuscrit de La Galigo datant du XIXe siècle

La Galigo est une épopée écrite en langue bugis ancienne qui a survécu sous la forme de milliers de manuscrits partiels. Le texte fait quelque 300 000 vers, soit environ 6 000 pages et 20 fois la longueur de l'Odyssée, ce qui en fait une des plus longues œuvres littéraires existantes. L'épopée aurait été écrite entre les XIIIe et XVe siècles.
La Galigo, qui est le nom d'un des personnages du récit, raconte le mythe de la création à travers les aventures du grand guerrier Sawerigading, et de son amour incestueux pour sa sœur jumelle We Tenriabeng. L'épopée couvre un développement familial sur six générations. L'épopée se caractérise par un nombre importants de personnages.
Bien que La Galigo ne puisse pas être considéré comme un document historique, il permet aux historiens d'avoir une idée de la société des Bugis du sud de l'île de Célèbes en Indonésie au XIVe siècle.
Les manuscripts originaux sont en langue bugi et l'intégralité n'a jamais été traduite dans les langues occidentales. 

## Adaptation

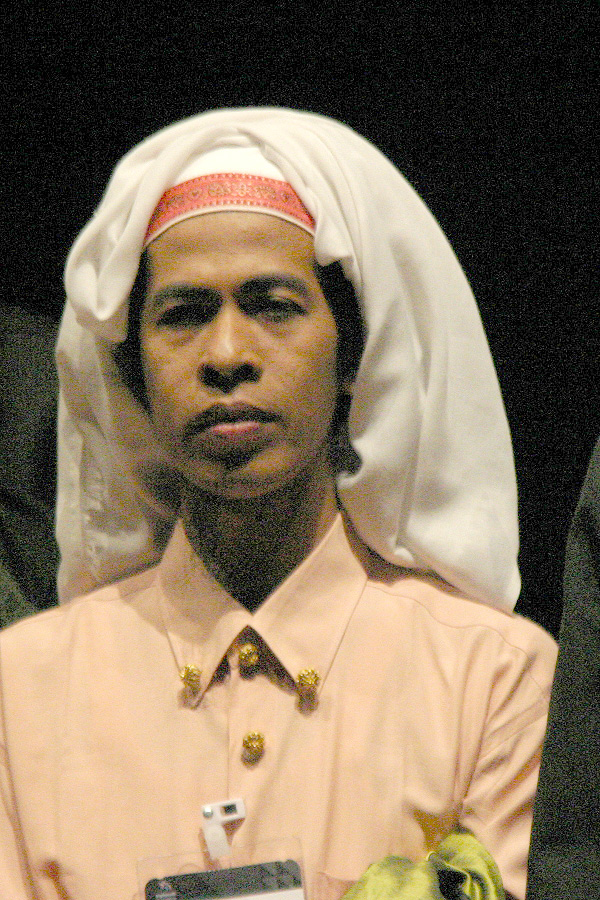
Puang Matoa, un des derniers prêtres bissu, lors d'une représentation d' I La Galigo à Singapour en 2004

Le metteur en scène Bob Wilson a créé en 2004 I La Galigo, un spectacle mettant en scène La Galigo. Des représentations en avaient été données à Singapour, Amsterdam, Barcelone, Madrid, Lyon, Ravenne, New York, Jakarta et Melbourne en 2004 et 2005.